# Hexadekan
Hexadekan nebo též n-hexadekan či cetan, je nerozvětvený nasycený alifatický uhlovodík (alkan). Je to málo těkavá charakteristicky páchnoucí bezbarvá hořlavá kapalina.

## Vlastnosti
Jako všechny alkany od n-pentanu po n-heptadekan je n-hexadekan nepolární kapalina. Rozpouští se proto dobře v jiných nepolárních rozpouštědlech, jako je benzen, diethylether atp., je prakticky nerozpustná v jednoduchých alkoholech jako je methanol a ethanol a zcela nerozpustná ve vodě.
Je chemicky málo reaktivní. Ve směsi se vzduchem nebo kyslíkem hoří
2 C16H34 + 49 O2 → 32 CO2 + 34 H2O
za vzniku vody a oxidu uhličitého.
Zahříván na velmi vysokou teplotu (500 až 650 °C) za přítomnosti katalyzátorů a bez přístupu vzduchu se jako všechny vyšší alkany štěpí na kratší molekuly (podstata krakování), přičemž většinou z jedné molekuly vzniká jedna molekula alkanu a jedna molekula nenasyceného alkenu. Rozštěpí-li se např. molekula n-hexadekanu přesně uprostřed, vznikne jedna molekula n-oktanu a jedna molekula 1-oktenu
C16H34 → CH3[CH2]6CH3 + CH3[CH2]5CH=CH2.
Samozřejmě mohou vzniknout i jiné kombinace výsledných kratších uhlovodíků.
Působením chloru vzniká směs různě substituovaných halogenderivátů.

## Příprava
Průmyslově se dá vyrábět hexadekan opakovanou destilací frakce ropy vroucí mezi 285 až 288 °C na mnohopatrových kolonách; výsledný produkt však nikdy není stoprocentně čistý.
V laboratoři je možno připravit n-hexadekan Wurtzovou reakcí, tj. působením kovového sodíku v etherickém roztoku na 1-jodoktan
2 CH3[CH2]6CH2I + 2 Na → 2 NaI + CH3[CH2]14CH3.
Jinou metodou může být tepelný rozklad sodné soli kyseliny heptadecylové (kyseliny heptadekanové) za přítomnosti hydroxidu sodného
CH3[CH2]15COONa + NaOH → Na2CO3 + CH3[CH2]14CH3.

## Výskyt v přírodě
n-Hexadekan je jako většina alifatických uhlovodíků obsažen v menším množství v surové ropě. Při její rafinaci přechází do frakce, z níž se vyrábí motorová nafta a petrolej. Je také obsažen v zemním vosku (ozokeritu), doprovázejícím ropná ložiska.
V přírodě se vyskytuje také v rostlinném vosku (např. v pokožce plodů papriky, listech vavřínu, v kopru aj.). Je také součástí včelího vosku a včely tuto sloučeninu používají jako signální látku, která jim dokáže odhalit cizince v úlech.

## Použití
Hlavní použití n-hexadekanu je pro přípravu testovacích směsí pro stanovení cetanového čísla u paliv pro vznětové (dieselové) motory.
V různých odvětvích průmyslu je používán jako standardní nepolární látka, např. v textilním průmyslu ke zjišťování olejoodpudivosti tkanin.
V chemických laboratořích je používán jako vysokovroucí nepolární rozpouštědlo.
Dále se využívá k výrobě benzinu, kdy se petrolej krakuje.
Hexadekan obsažený v petroleji se za vysokých teplot a nebo za teplot nižších ale za spoluúčasti katalyzátorů krakuje, což znamená, že se dlouhý uhlíkatý řetězec láme na kratší, v tomto případě na oktan (C8H18) a okten (C8H16)

## Původ jména
Triviální název této sloučeniny – cetan – pochází od latinského slova cetus, tj. velryba, neboť byl poprvé objeven jako složka olejovitého spermacetu těchto kytovců.